# Suaeda acuminata
Suaeda acuminata là loài thực vật có hoa thuộc họ Dền. Loài này được (C.A. Mey.) Moq. miêu tả khoa học đầu tiên năm 1831.